# Robert Close
Pour les articles homonymes, voir Close.
 (mars 2019).
Si vous disposez d'ouvrages ou d'articles de référence ou si vous connaissez des sites web de qualité traitant du thème abordé ici, merci de compléter l'article en donnant les références utiles à sa vérifiabilité et en les liant à la section « Notes et références ».
Robert Charles Adolphe Marie Lucien Close, né le 30 avril 1922 à Bruxelles et y décédé le 8 décembre 2003, est un militaire et homme politique belge.

## Biographie

### Formation
Il est élève à l'École royale des cadets, antichambre de l'École royale militaire où il entre en 1939 (85e promotion I.C. - Infanterie-Cavalerie).
Durant la Seconde Guerre mondiale, Robert Close est résistant. Fait prisonnier par les Allemands, il passe successivement par trois camps de concentration entre 1942 et 1945.

### Carrière militaire
Robert, dit Bob, Close fit une brillante carrière militaire.
- En 1948, il est lieutenant au 1er régiment de Guides.
- En 1961, il est désigné pour le Commandement suprême des Forces Alliées en Europe (SHAPE).
- En 1965, il est affecté au Cabinet de la Défense nationale.
- En 1967, il est nommé attaché militaire à l'Ambassade de Belgique à Londres.
- En 1970, il rejoint le corps professoral de l'École de guerre.
- En 1971, il prend le commandement de la 17e Brigade blindée.
- En 1974, il est nommé commandant adjoint au Collège de défense de l'OTAN à Rome.
- En 1975, il se met à dos le Pentagone et le président du Comité militaire de l'OTAN après avoir fait circuler une étude qui aboutit à un plaidoyer pour une armée européenne.

Il devient commandant de la 16e Division blindée (1976) et publie à cette époque un livre qui allait lui assurer une notoriété internationale : L'Europe sans défense ? Le général Close dresse dans cet ouvrage le relevé détaillé de la situation alarmante de la défense militaire de l'Europe et affirme la possibilité pour les blindés soviétiques d'atteindre le Rhin en quarante-huit heures en cas d'une offensive foudroyante des troupes du Pacte de Varsovie contre les pays de l'OTAN. L'ouvrage crée un séisme au sein de l'OTAN. Et provoque la colère des milieux de gauche.
En 1980, alors président de la commission pour les problèmes nationaux de défense de la Belgique, il est démis de ses fonctions pour avoir critiqué Karel Van Miert, président du Parti socialiste flamand, à propos de son opposition à l'installation de missiles de l'OTAN en Belgique,, et présente sa démission des cadres actifs de l'armée belge.
En parallèle de sa carrière militaire, Robert Close, étudie les sciences économiques, politiques et diplomatiques à l'ULB et, diplômé, est maître de conférences à l'Université de Liège.

### Militant politique
En 1980, il devient membre de la Ligue anti-communiste mondiale (World Anti-Communist League) et préside sa branche belge. Il accède à la présidence de la WACL à deux reprises, en 1983, lors de la conférence annuelle de l'association tenue au Luxembourg, dans une salle du Parlement européen du quartier du Kirchberg, et en juillet 1990, lors d'une conférence tenue à Bruxelles. La WACL est à cette date renommée Ligue mondiale pour la liberté et la démocratie (World League for Freedom and Democracy). Il est aussi membre du bureau exécutif du Conseil européen de la liberté (European Freedom Council, EFC) lié à la WACL.
Membre du PRL à partir de 1980, il se présente aux élections en 1981 et est élu sénateur sur une liste de ce parti . Il y siège jusqu'en 1987, année où il quitte le PRL, déçu.
En 1983, il fonde avec Jacques Jonet, Paul Vankerkhoven et Nicolas de Kerchove l'Institut européen pour la paix et la sécurité. Le général Close est alors encore vent debout contre les mouvements pacifistes, dans le contexte de la guerre fraîche et de la crise des euromissiles.
En 1991, il rejoint le BEB-n (Entente belge – nouvelle / Belgische Eenheid – nieuw), petit parti droitier unitariste. Il quitte ensuite ce parti et rejoint le Front national . En 1996, il quitte ce dernier avec Roger Nols et Marguerite Bastien pour fonder par la suite le Front Nouveau de Belgique.
Proche, sur la fin de sa vie, d'Alain Escada, il contribue à la rédaction de diverses de ses publications, comme la revue Polémique.
Dans les dernières années de sa vie, il défend la mémoire de l'ancien roi des Belges Léopold III, dans des interventions, dans la presse belge et avec un livre (Léopold III les «non-dits», 2001),. Il est alors un des conseillers de la veuve de Léopold III, Lilian Baels.

## Ouvrages
- Robert Close (préface de Henri Simonet), L'Europe sans défense ? : 48 heures qui pourraient changer la face du monde, Éditions Arts et voyages, coll. « Collection Inédits », Bruxelles, 1977, 359 p.  (ISBN 2-8016-0050-4)
- Ernst Albrecht, Guido Brunner, Jacques Chirac, Robert Close... [et al.] (hrsg. von Gerhard Mayer-Vorfelder und Hubertus Zuber), Welches Europa? : Antworten, Seewald, Stuttgart, 1977, 327 p.  (ISBN 3-512-00479-2)
- Robert Close, Europe without defense: 48 hours that could change the face of the world, Pergamon Press, coll. « Pergamon policy studies », New York, cop. 1979, XV-278 p.  (ISBN 0-08-023108-X)
- Robert Close (en collaboration avec Nicolas De Kerchove ; préface de Michael Voslensky), Encore un effort et nous aurons définitivement perdu la Troisième Guerre mondiale, P. Belfond, Paris, 1981, 297 p.  (ISBN 2-7144-1446-X)[12],[13],[14]
- Jacques A.-M. Noterman (préface de R. Close), Que faire pour survivre à la guerre nucléaire ? : informations pratiques destinées à augmenter de façon significative, et à peu de frais, les chances de survie d'une famille en période de guerre, y compris nucléaire, Epécé, Ciney, 1984, 40 p.
- Général Robert Close, Gauche ! droite !, Les Éditions Ligne claire, Bruxelles, 1996, préface d'Armand de Decker,  (ISBN 2-87115-002-8) (mémoires)
- Général Robert Close, Léopold III : les "non dits", Les Éditions Ligne claire, Bruxelles, 2001, 297 p.  (ISBN 2-87115-011-7)